# Tricentra fartaria
Tricentra fartaria là một loài bướm đêm trong họ Geometridae.